# Trà Tân, Trà Bồng
Trà Tân là một xã thuộc huyện Trà Bồng, tỉnh Quảng Ngãi, Việt Nam.
Xã Trà Tân có diện tích 71,14 km², dân số năm 1999 là 1255 người, mật độ dân số đạt 18 người/km².